# Sursauteur X
En astronomie, un sursauteur X est une classe de binaires X qui manifeste des augmentations rapides et périodiques en luminosité (habituellement d'un facteur 10 ou supérieur) atteignant leur apogée dans la plage de rayons X du spectre électromagnétique. Ces systèmes astrophysiques sont composés d'objet compact en accrétion, typiquement une étoile à neutrons ou plus rarement un trou noir, et une étoile compagnon « donneuse » ; la masse de l'étoile donneuse permet de classer le système dans les binaires X à forte masse (au-dessus de 10 fois la masse solaire) ou à faible masse (inférieure à 1 masse solaire) — respectivement High-Mass X-ray Binary, HMXB ou Low-Mass X-ray Binary, LMXB. Au niveau de l'observation, les sursauteurs X diffèrent des autres sources transitoires de rayons X (telles que des pulsars X ou des sources transitoires X molles), en montrant un temps de forte augmentation (1 à 10 secondes) suivi par un adoucissement spectrale (une propriété de corps noirs refroidissant). L'énergie dégagée par des explosions individuelles est caractérisée par un flux intégré de 1039-40 ergs, à comparer à la luminosité régulière de l'ordre de 1037 ergs pour les accrétions sur une étoile à neutrons. Ainsi, le ratio du flux d'explosion sur le flux continu, noté α dans la littérature, varie de 10 à 103 mais est habituellement de l'ordre de 100. Les sursauteurs X émis depuis la plupart de ces systèmes réapparaissent sur une échelle de quelques heures à quelques jours, bien que des durées de récurrence plus étendues existent dans certains systèmes. On observe également dans des cas moins nombreux de faibles explosions avec une récurrence temporelle de 5-20 minutes qui ne sont toujours pas expliquées. L'abréviation XRB (X-ray burster) fait soit référence à la classe d'objets (sursauteurs X), soit référence aux observations astronomiques des émissions associées (explosions de rayons X).